# Citlivý tón

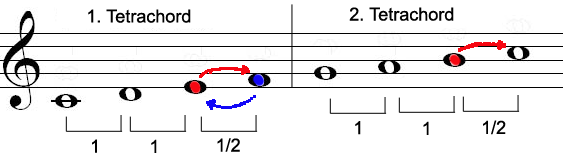
Citlivé tóny (červené) a sestupný tón (modrý) v C-dur

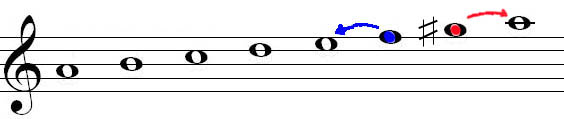
Citlivý tón a sestupný tón harmonické stupnice a-moll

Citlivý tón (něm. Leitton, lat. subsemitonium; franc. note sensible; angl. leading note) je takový tón, který vzbuzuje očekávání dalšího vedení (rozvodu) do o půltón výše nebo níže položeného cílového tónu. Citlivý tón rozvodnou tendencí v opačném směru se nazývá sestupný tón.
V durové stupnici je sedmý stupeň citlivý tón k osmému, tedy k vyšší oktávě základního tónu (tónice). Díky stejnorodosti obou tetrachordů, z nichž jsou stupnice složené, je také třetí stupeň citlivý ke čtvrtému (i když se slabším účinkem). V jiné souvislosti ovšem také čtvrtý stupeň (jako sestupný tón) tíhne ke třetímu stupni.
V moll funguje šestý stupeň jako přirozený sestupný tón k pátému stupni, avšak, na rozdíl od durové tóniny, u přirozené tóniny moll nepostupuje žádný citlivý tón k tónice. Proto se tvoří v harmonické a melodické moll uměle přidaným zvýšením sedmého stupně.
V mollové subdominantě se postupuje tak, že tercie klesá k tónické kvintě. V případě zástupce subdominanty se při pohybu dolů paralelní kvinty nepokládají za chybu.

## Vysvětlivky k působení napětí
Pnutí citlivých tónů vzniká na nestabilitě tritonu, známé již od středověku. Ke každému citlivému tónu existuje vždy uvnitř téhož akordu, či uvnitř užité stupnice ještě druhý tón, který s ním vytváří interval zvětšené kvarty (tritonu). Například ve stupnici C-dur jsou to tóny f a h tvořící interval zvětšené kvarty (tritonus), jehož disonantní nestabilita může být rozvedena do konsonantního a stabilního zvuku. V takovém případě tón h směřuje k tónu c1 a tón f k tónu e, kdy dochází k jednotlivému rozvodu, nebo obou současně.

## Cizoškálné citlivé tóny
Vedle doškálných citlivých tónů (patřících stejné stupnici) se mohou vyskytovat také cizoškálné vedlejší tóny, vytvořené chromatickým posunem v rámci stupnice, v intervalu malé sekundy k některému z tónů stupnice, ty fungují jako "umělé" citlivé tóny.

## Přísný rozvod citlivých tónů
Existují pravidla vedení hlasů, která jsou v klasickém čtyřhlasé úpravě dodržována. Základní pravidlo zní, že citlivý tón nesmí být zdvojen (existuje jediná výjimka a tou je sekvence). Další pravidlo říká, že citlivý tón má být (v souladu se svým napětím) rozveden půltónovým krokem směrem vzhůru, a naproti tomu sestupný tón se rozvádí směrem dolů. V kadenci C-dur musí být tón h, jakožto citlivý tón, rozveden k základnímu tónu tóniky. Tón f, je-li součástí dominantního akordu, musí být rozveden směrem dolů k tónu e.

## Nepravidelné rozvody citlivých tónů

### Odskočný citlivý tón
Leží-li citlivý tón dominantního akordu v jednom ze středních hlasů, vzniká často při jeho přísném rozvodu neúplný trojhlas (chybí kvinta nebo tercie). Proto se často používá mimořádného „odskoku“ citlivého tónu do chybějícího akordického tónu tak, aby bylo dosaženo plného závěrečného trojhlasu. Johann Sebastian Bach tohoto postupu užíval ve svých chorálních skladbách prakticky neustále.

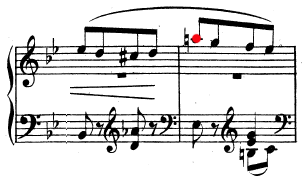
Ukázka z Lesních obrazů (Waldszenen) op. 82 Roberta Schumanna: zespodu odskočný a klesající citlivý tón (červeně) v písni Einsame Blumen

### Klesající citlivý tón
Nepravidelně klesající (dolů „ohnutý“) citlivý tón se často nachází v italské lidové hudbě a také jako zvláštní výrazový prostředek italské opery 19. století. Ale je možné se s (sentimentálně působícím) klesajícím citlivým tónem setkat i v hudbě romantismu.

## Doplňující poznámky
- Ke vzniku a zacházení s citlivými tóny zásadně přispěly kadence v polyfonní hudbě.
- Zacházení s citlivými tóny v modální hudbě a v jazzu se liší od zde popsaných postupů.